# Chris Lang
Chris Lang est un scénariste, acteur et producteur britannique né en 1961.

## Biographie
Chris Lang est diplômé en 1983 de la Royal Academy of Dramatic Art. Il débute comme acteur dans des séries télévisées. Dans les années 1990, il devient scénariste en écrivant plusieurs épisodes du feuilleton télévisé britannique The Bill pour lesquels il est récompensé par un prix de la Writers' Guild of Great Britain.
Il écrit les scénarios de nombreuses séries britanniques mais est surtout connu comme créateur, scénariste et producteur de la série Unforgotten. Il crée également en 2012 la mini-série A Mother's Son, adaptée et traduite en français par Tu es mon fils et Undeniable en 2014 dont l'adaptation française est Quand je serai grande je te tuerai.

## Filmographie

### Scénariste
- 2022 : La Disparition de John Darwin (The Thief, His Wife and the Canoe) (mini-série)